# Tucho Calvo

## Biografía
Xosé Benito Calvo Rego, nacido en La Guaira (Venezuela) el 17 de diciembre de 1954, es un periodista y escritor español conocido como Tucho Calvo. Pasó su infancia en Ortigueira. 
Trabaja en La voz de Galicia desde 1976. En 2002 dirigió la colección Biblioteca Gallega 120 de La Voz de Galicia, y posteriormente la de autores gallegos en Castellano y la Biblioteca Gallega de Clásicos Universales. También es el responsable, junto a Carmela González Boo, de Biblos Club de Lectores. Es padre de la violinista Laura Calvo.(Cesuras, 19 de diciembre, 1996 ).

## Obra en gallego

### Narrativa
- Froito das lembranzas, 1981, Edicións do Cerne, novela.
- Pae s. XXI. No comenzó dunha nova historia da humanidade, 1982, Edicións do Cerne, novela.
- Astra o confín, 1983, Edicións do Castro, relatos.
- Telúrico, 1997, Espiral Maior, novela.
- Luz de abrente, 1999, Galaxia.
- O xabaril branco, 2000, Ir Indo, novela.
- Corazón entre desertos, 2002, Ir Indo, relatos

### Ensayo
- Valentín Paz-Andrade, a memoria do século, 1998, Edicións do Castro.

### Literatura infantil-juvenil
- Viaxe por Trapananda, nas terras que chaman última esperanza, 1996, edición de autor.
- A castaña que chegou á árbore, 2000, Ir Indo.
- Gatipedro, 2002, Kalandraka.
- Formigas, 2012, Biblos.
- Paxaro de mar e vento, 2012, Biblos.

### Ediciones
- O legado xornalístico de Valentín Paz-Andrade, 1997, La Voz de Galicia.
- Murguía e La Voz de Galicia, 2000, La Voz de Galicia.
- Antón Villar Ponte: 100 artigos, 2003, La Voz de Galicia.
- Carlos Casares: o conto da vida, 2003, La Voz de Galicia.

### Obras colectivas
- Parados, en Traballos premiados no 6º Concurso de Narracións Curtas Modesto R. Figueiredo do Pedrón de Ouro, 1980, Edicións do Castro.
- A gran novela e outras narracións, 1982, Edicións do Castro.
- O relato breve. Escolma dunha década (1980-1990), 1990, Galaxia.
- Palabras con fondo, 2001, Fondo Galego de Cooperación e Solidariedade.
- Un futuro para a lingua, 2002, Xunta de Galicia.
- Palabra por palabra. Contos da Policía, 2003, Ir Indo.
- Poetas e narradores nas súas voces. Vol. 2, 2006, Consello da Cultura Galega.

## Obra en castellano
Literatura infantil-juvenil
- El laberinto de Krochne, 1988, Júcar.

## Premios
- Terceiro premio do concurso de contos infantís da Agrupación Cultural O Facho no 1977, por Papá Johnny.
- Premio Modesto R. Figueiredo no 1980, por Parados.
- Premio Modesto R. Figueiredo no 1981, por A gran novela.
- Premio Galicia de novela en 1981, por Froito das lembranzas.
- Premio O Meco en 1983.